# Луїс Рамірес де Лусена
Луїс Рамірес де Лусена (ісп. Luis Ramírez de Lucena; нар. бл. 1465 — пом. бл. 1530) — іспанський шаховий теоретик. Автор другої у світі (після книги Франсеска Вісента) друкованої праці про шахи: «Повторення любові і мистецтво гри в шахи» (ймовірно Саламанка, не пізніше від 1497).

## Життєпис
Син посла іспанських монархів. Був католицьким капеланом, жив у місті Саламанка.
Книга Лусени Repetición de amores y Arte de ajedrez (ісп. Повторення любові і Мистецтво гри в шахи) вийшла без зазначеного місця й дати видання. Автор присвятив твір принцові Хуану III Астурійському (синові Фердинанда Арагонського та Ізабелли Кастильської), тому вважають, що книгу видали не пізніше 1497 року, коли принц Хуан помер.
Перша частина книги розповідає про любов, а друга — про шахи. Шахова частина містить 11 дебютів («найкращі, які бачив у Римі та всій Італії, Франції й Іспанії») і 150 шахових задач. Велику частину задач запозичено з праці Франсеска Вісента «Книга про гру в шахи, що містить 100 шахових партій; упорядкована та написана мною, Франсеском Вісентом…» (Валенсія, 1495).
Вважають, що книга, найімовірніше, вийшла у Саламанці в 1495-1497 роках. Вона важлива тим, що описує шахи вже за сучасними правилами, а не за правилами шатранджа, хоча в деяких задачах застосовано й старі правила.
Хуана Раміреса де Лусену також вважають автором Ґеттінґенського рукопису — рукопису латинською мовою, датованого кінцем XV сторіччя.

## Галерея

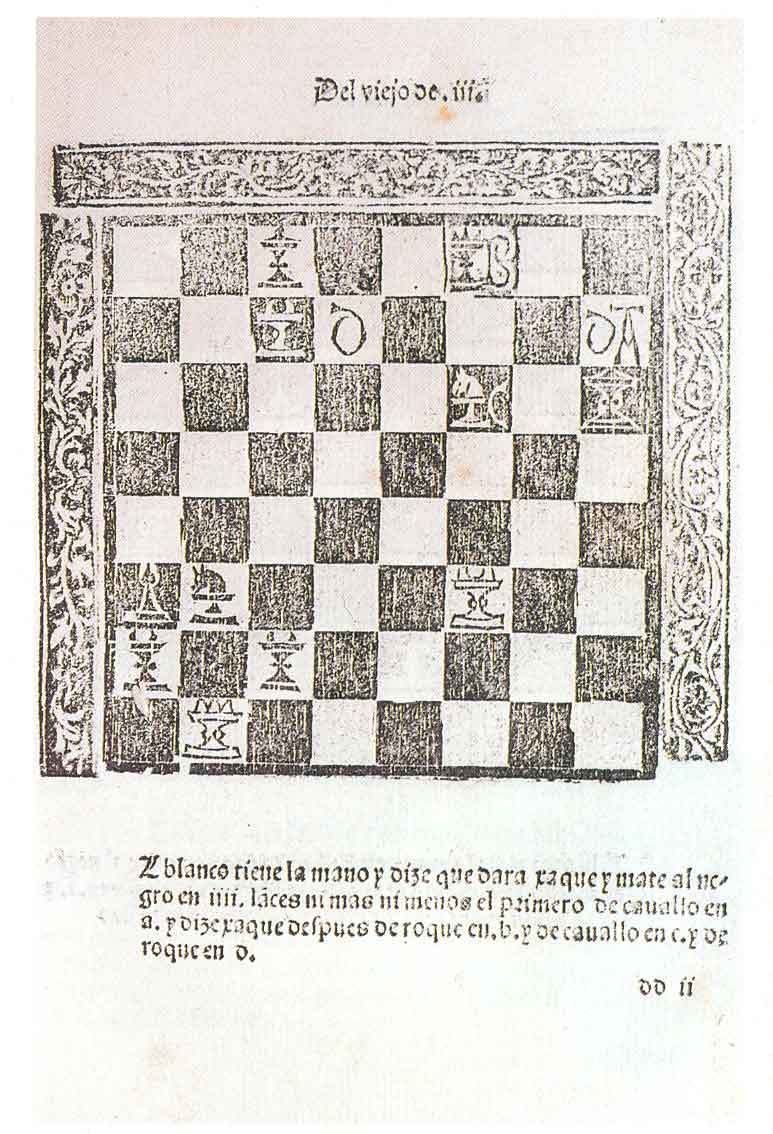
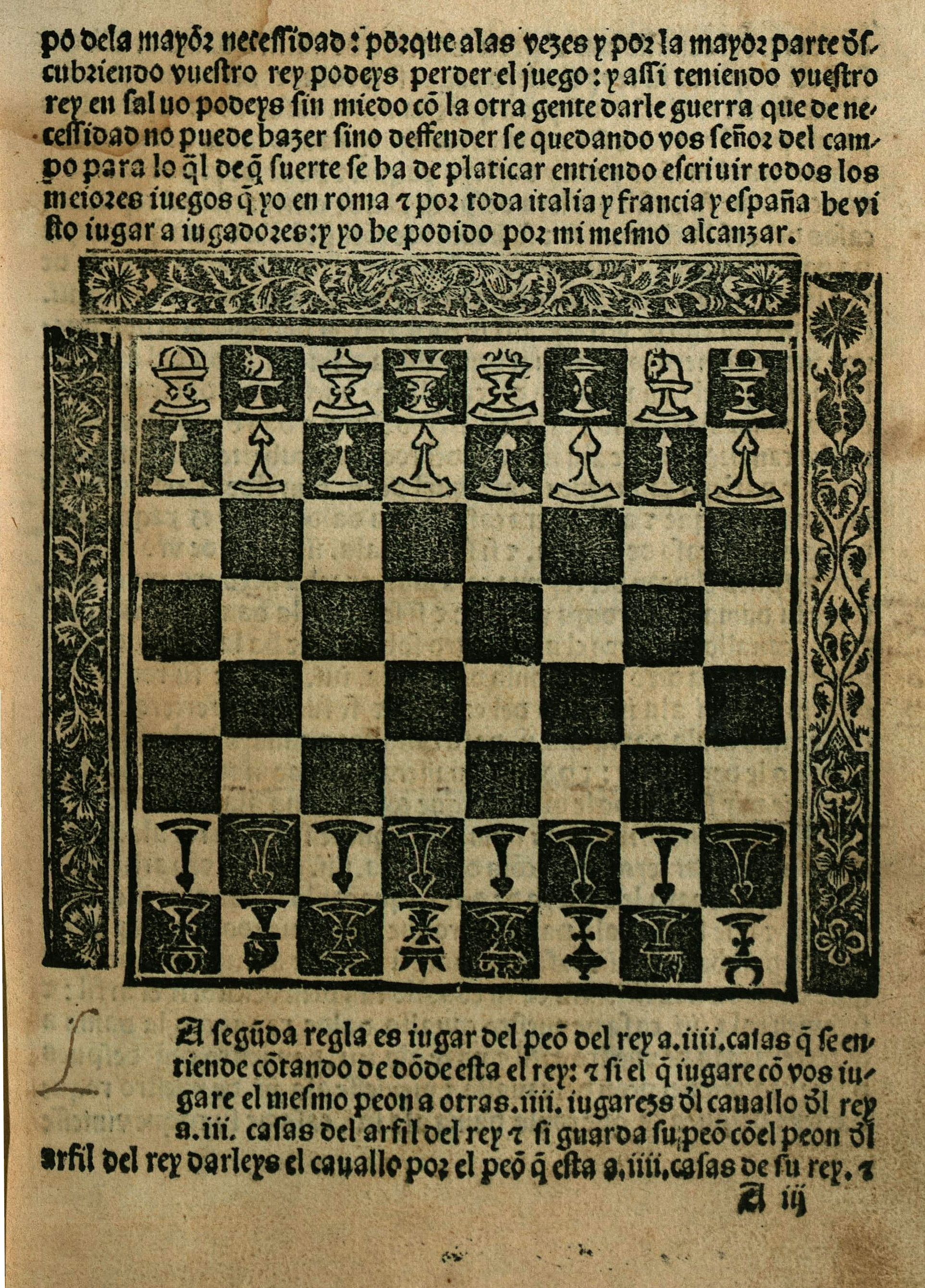

Приклади сторінок із книги Лусени: